# Louis Joseph de Vichery

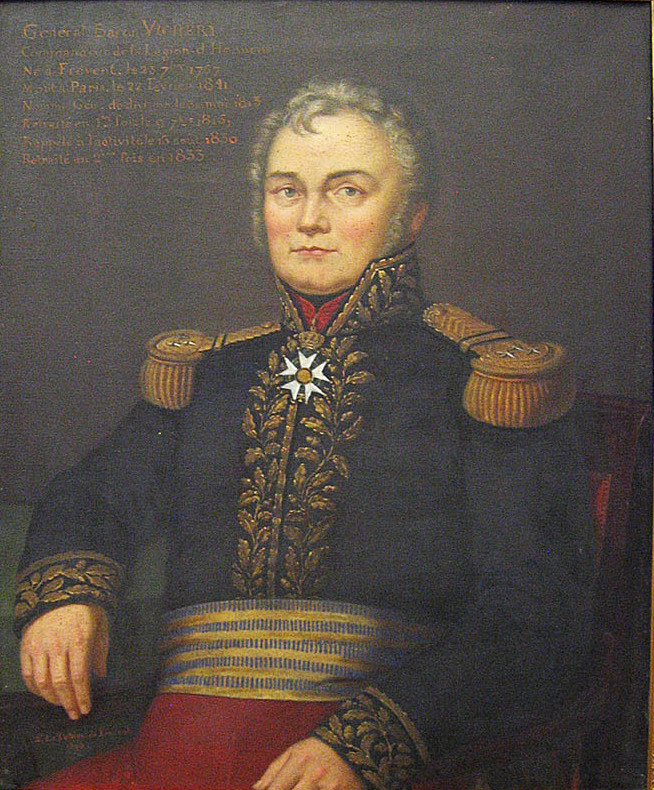
General Louis Joseph Baron de Vichery um 1831/33 (Gemälde im Rathaus von Frévent)

Louis Joseph Baron de Vichery (* 23. September 1767 in Frévent, Département Pas-de-Calais; † 22. Februar 1841 in Paris) war ein napoleonischer Général de division und Kommandeur der Ehrenlegion.

## Biographie

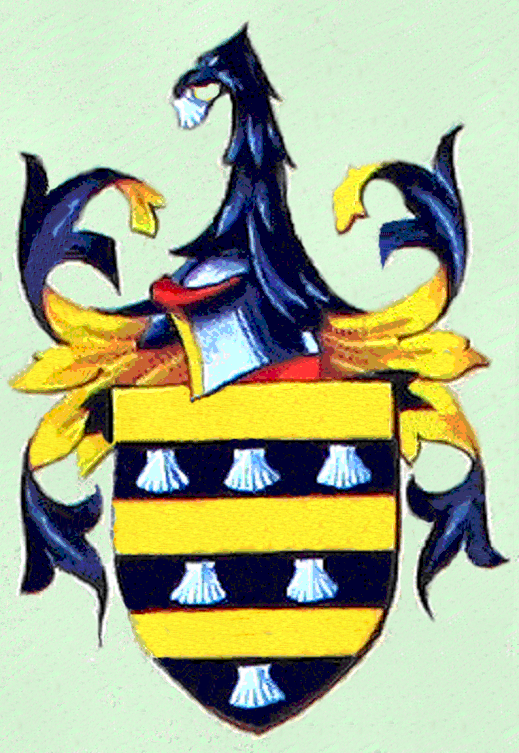
Wappen der Barone de Vichery

Der aus bürgerlichem Hause stammende Louis Joseph Vichery verpflichtete sich 1781 während des amerikanischen Unabhängigkeitskrieges in der königlichen französischen Armee. Während der Brabanter Revolution ab 1790 beteiligte er sich als Unteroffizier am Aufstand in den österreichischen Niederlande gegen die Habsburger. Als dieser scheiterte, ging er zurück nach Frankreich und kam im folgenden Jahr zur Nationalgarde in Paris. Mit der Französischen Revolution begann sein Aufstieg. 1793/94 war er Aide-de-camp, 1797 bereits Lieutenant colonel und Generaladjutant von Général Leone Baptiste Dumonceau bei der Batavischen Armee.
1805 nahm Vichery als Stabschef der von Dumonceau geführten 3. Division des II. Armeekorps (Marmont) am Feldzug der Grande Armée gegen Österreich teil. Die Division wurde im Lauf des Feldzugs dem neu gebildeten VIII. Armeekorps des Marschalls Mortier zugeteilt. Im Feldzug 1806 war dieses Korps gegen preußische Stützpunkte in Norddeutschland (z. B. Hameln) sowie deutsche Staaten im Einsatz, die, wie Kurhessen, nicht dem Rheinbund beitreten wollten. Ende 1806 kehrte Vichery in die Niederlande zurück und trat der neuen holländischen Armee bei. Im Frühjahr 1807 wurde Vichery Adjutant der holländischen Königs Louis Bonaparte und Generalmajor. Ab Ende 1807 wurde er dann in Spanien eingesetzt.
Durch die Abdankung Louis’ und die Eingliederung Hollands in das Kaiserreich wurde Vichery als Brigadegeneral in die französische Armee übernommen und am 27. Juni 1811 Ritter der Ehrenlegion.
Am 30. Mai 1813 wurde er Offizier der Ehrenlegion und Général de division sowie Kommandeur der 50e division d’ infanterie (50. Infanteriedivision) mit insgesamt 8690 Soldaten, davon 239 Offiziere. Mit ihr ging er dann nach Deutschland, wo er an der Einnahme der Stadt Hamburg durch Maréchal Louis-Nicolas Davoût beteiligt war. Seine Division war eine der drei Infanteriedivisionen mit denen Davout Hamburg gegen die alliierte Nordarmee verteidigte. In einem Gefecht bei Wandsbek zwang von Georg Heinrich von Löwenstern geführte russische Kosaken zum Rückzug nach Rahlstedt. Erst fast zwei Monate nach Napoleons (erster) Abdankung übergab Davoût am 29. Mai 1814 die damals nördlichste Stadt Frankreichs an die Alliierten und ging mit seinem Soldaten zurück nach Frankreich.

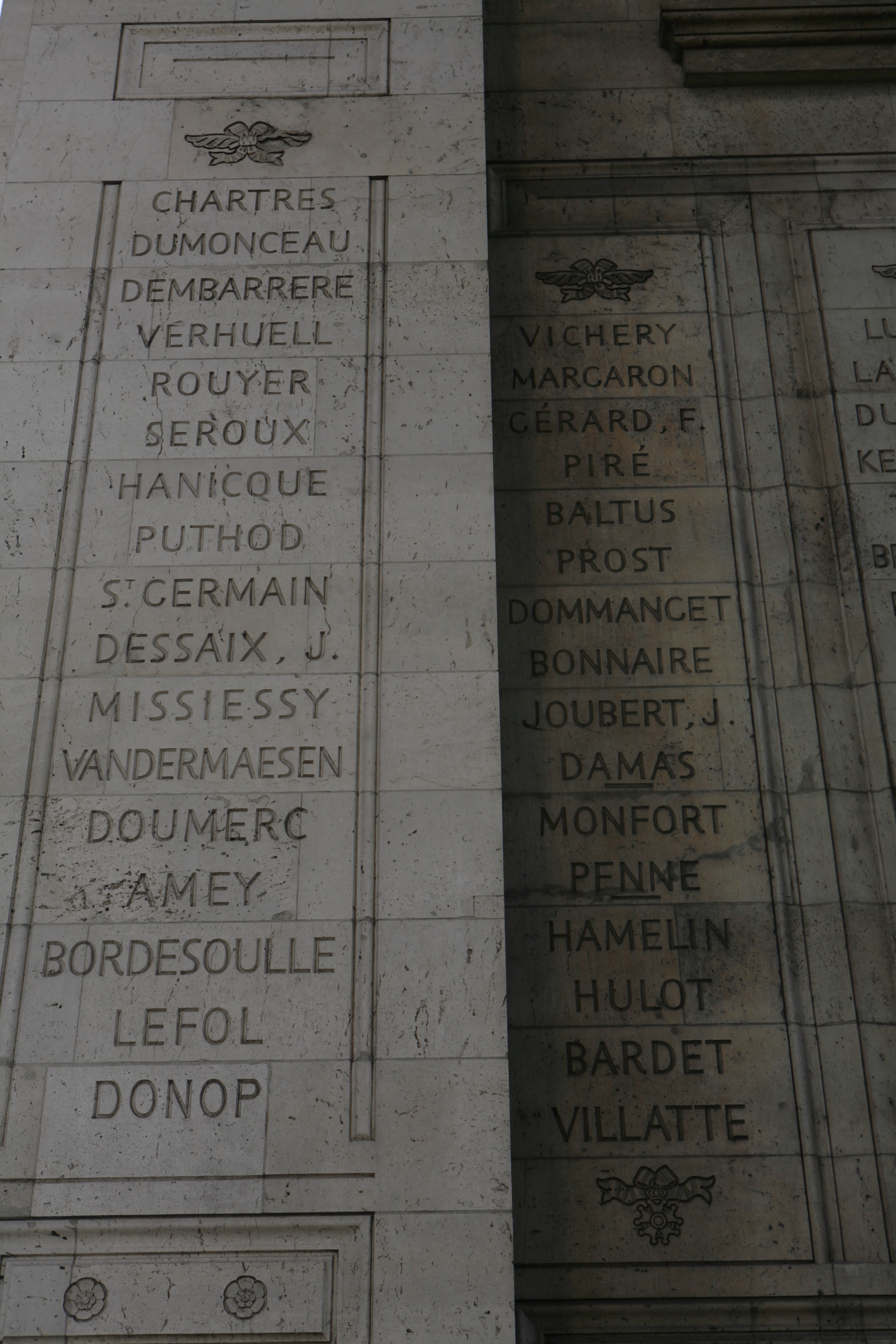
Nördlicher Pfeiler des Triumphbogens, Paris; Vichery: 2. Spalte, 1. Stelle

Am 16. Juni 1815 führte Vichery die 13e division d’infanterie (13. Infanteriedivision) des IV. Korps von Général Étienne-Maurice Gérard in der Schlacht bei Ligny, in der die napoleonischen Truppen ihren letzten Sieg erringen sollten.
König Ludwig XVIII. hatte den Offizier am 28. September 1814 zum Kommandeur der Ehrenlegion ernannt und verlieh ihm schließlich 1817 den Titel eines Barons.
Zu Beginn der Julimonarchie wurde er zunächst Mitglied der Kommission für alte Offiziere (1830) und kehrte 1831 in den aktiven Dienst zurück, wo er bis zum Eintritt in den Ruhestand zum 1. Januar 1833 als Inspekteur verschiedener Infanteriedivisionen wirkte. Der General, der in der zweiten Spalte des nördlichen Pfeilers am Triumphbogen von Paris eingetragen ist, starb 73-jährig an einem Schlaganfall und wurde auf dem Friedhof von Montmartre beigesetzt. Sein Grabstein trägt das falsche Sterbejahr 1831.